# Урал-375Д

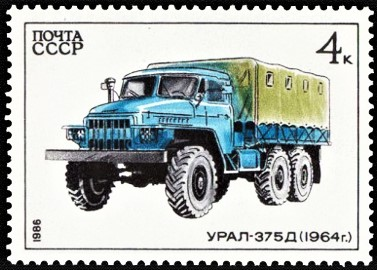
Урал-375Д

Урал-375Д — советский среднетоннажный грузовой автомобиль повышенной проходимости, производившийся на Уральском автомобильном заводе в Миассе с 1961 по 1993 годы. Всего было выпущено 110 000 экземпляров. Конструктором автомобиля был Анатолий Титков, главный конструктор завода.
Главным недостатком модели был бензиновый двигатель, который обладал крайне высоким расходом топлива. Поэтому с 1977 года шла постепенная замена Урал-375Д модернизированной моделью Урал-4320.
Грузовик использовался для транспортировки войск, грузов, а также в качестве шасси для ударного вооружения, как, например, систем залпового огня «Град», в народном хозяйстве его различные модификации используются до сих пор[когда?] — как правило, с дизельными двигателями.

## Характеристики
Грузовик оснащался бензиновым двигателем ЗИЛ (Урал)-375 (V8, 7 л, 180 л. с.), системой централизованного изменения давления в шинах (от 0,5 до 3,2 кгс/см²), пятиступенчатой коробкой передач, двухдисковым сцеплением. На автомобилях до 1965 года выпуска устанавливались раздаточные коробки с принудительно подключаемым передним мостом. Рычаг раздаточной коробки имел три положения:
- передний мост выключен;
- передний мост включён, межосевой дифференциал заблокирован;
- передний мост включён, межосевой дифференциал разблокирован.

В 1965 году была введена новая раздаточная коробка упрощённой конструкции с постоянно включённым передним мостом и несимметричным блокируемым межосевым дифференциалом планетарного типа.
Рулевой механизм с гидроусилителем. Рабочий тормоз — барабанный гидравлический с пневматическим усилителем.
Изначальная модификация, Урал-375, имела складную тентовую крышу и плоское лобовое стекло, откидывавшееся на капот. В 1964 году автомобиль получил цельнометаллическую кабину от Урал-377. Модернизированная машина получила индекс Урал-375Д. На части машин в задней части рамы устанавливалась лебёдка с тяговым усилием 7000 кгс.

## Модификации
- Урал-375 — имел кабину со складным брезентовым тентом. Выпускался с 1961 по 1964 годы.
- Урал-375Д — имел цельнометаллическую кабину. Выпускался с 1964 года.
- Урал-375А — шасси с удлинённой рамой для установки кузова-фургона К-375.
- Урал-375Е — шасси для установки различного оборудования.
- Урал-375С — седельный тягач.
- Урал-375К — для эксплуатации в условиях Крайнего Севера.
- Урал-375Т — серийно не выпускался, прототип для Урала-375Н[7].
- Урал-375Н — народнохозяйственный автомобиль. Внешние отличия от Урал-375Д: отсутствовала труба воздухозаборника, кузов — деревянная платформа с тремя открывающимися бортами, колёса без централизованного регулирования давления, размер шин — 1100×400-533, запасное колесо под кузовом (а не между ним и кабиной).

## Машины на базе
Урал-375 применялся, в первую очередь, в вооружённых силах, где на его базе было создано множество комплексов:

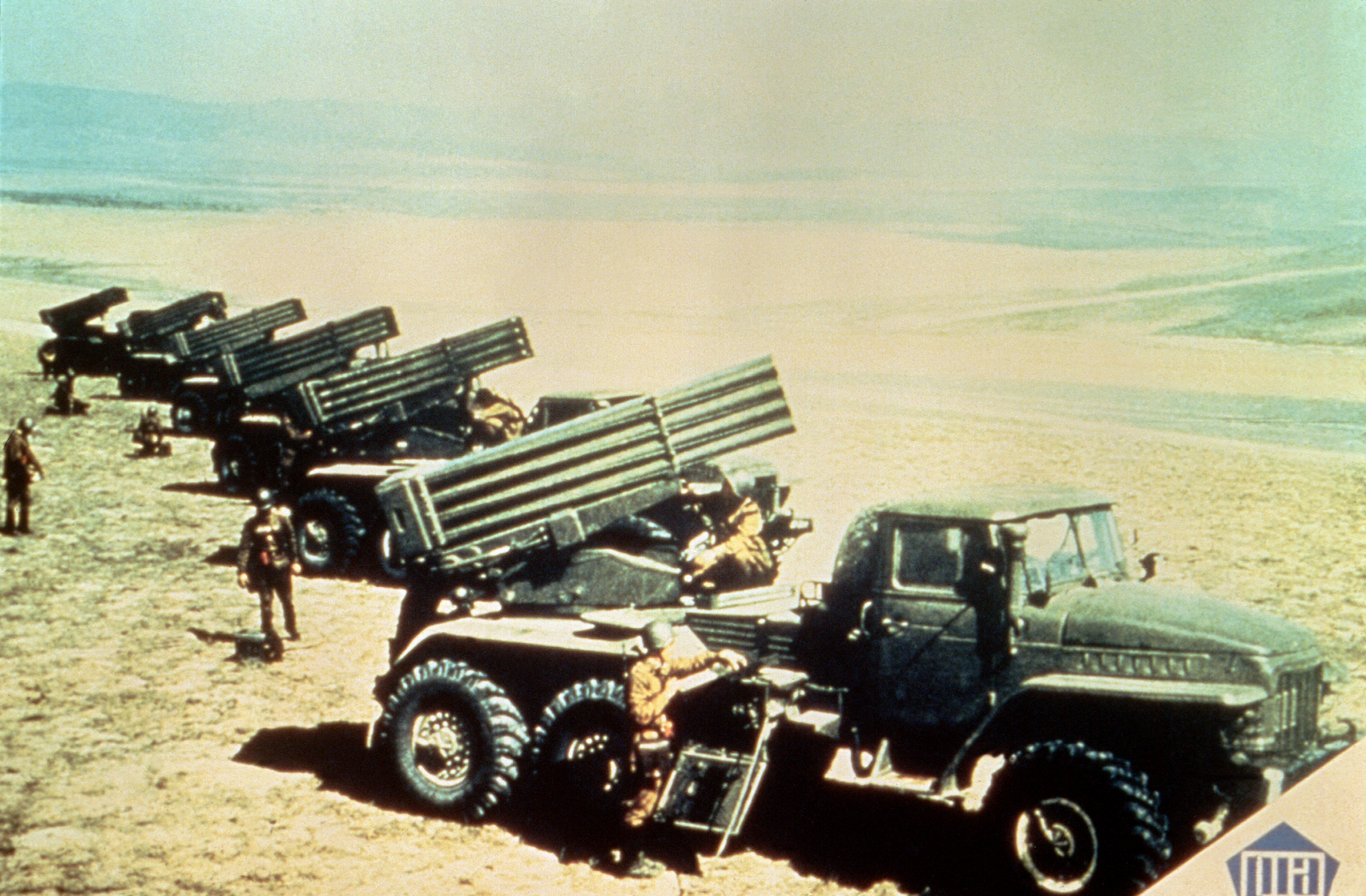
Батарея системы залпового огня «Град» на шасси Урал-375Д. 1989 г.

- пусковая установка 2Б5 РСЗО 9К51 «Град»
- автоцистерны АЦ-5-375, АЦ-5,4-375, АЦГ-5-375
- топливозаправщик АТМЗ-5-375
- автокраны 8Т-200, 8Т-210, 9Т-31
- радиолокационная станция П-18 1РЛ131 «Терек»
- передвижная электростанция ЭД16-Т/230-РАО